# Districte de Criuleni
El districte de Criuleni (en romanès Raionul Criuleni) és una de les divisions administratives de la República de Moldàvia. La capital és Criuleni. L'u de gener de 2005, la població era de 72.200 habitants.